# Depuración de programas
La depuración de programas es el proceso de identificar y corregir errores de programación. Es conocido también por el término inglés «debugging», cuyo significado es eliminación de «bugs», esta es la manera en que se conoce informalmente a los errores de programación.
Si bien existen técnicas para la revisión sistemática del código fuente y se cuenta con medios computacionales para la detección de errores (depuradores) y facilidades integradas en los sistemas lower CASE y en los ambientes de desarrollo integrado, sigue siendo en buena medida una actividad manual, que desafía la paciencia, la imaginación y la intuición de programadores. Muchas veces se requiere incluir en el código fuente instrucciones auxiliares que permitan el seguimiento de la ejecución del programa, presentando los valores de variables, direcciones de memoria y ralentizando la salida de datos (modo de depuración). Dentro de un proceso formal de aseguramiento de la calidad, puede ser asimilado al concepto de «prueba unitaria».

## Aplicación
Como el software y los sistemas  electrónicos  se vuelven generalmente más complejos, se han desarrollado varias técnicas comunes de depuración para detectar anomalías, corregir funcionalidades y optimizar código fuente. Existen algunos aficionados que consideran la depuración como una forma de arte.